# 泉熊蛛
泉熊蛛（学名：Arctosa springiosa）为狼蛛科熊蛛属的动物。在中国大陆，分布于云南、海南等地。该物种的模式产地在云南、海南。